# Weltmeisterschaften der Rhythmischen Sportgymnastik 1987
Die 13. Weltmeisterschaften der Rhythmischen Sportgymnastik fanden 1987 in Warna, Bulgarien statt.

## Ergebnisse

### Einzel-Mehrkampf
| Rang | Nation    | Athletin         |
| ---- | --------- | ---------------- |
| 1    | Bulgarien | Bianka Panowa    |
| 2    | Bulgarien | Adriana Dunawska |
| 2    | Bulgarien | Elizabeth Kolewa |

### Gruppe-Mehrkampf
| Rang | Nation              | Athletin |
| ---- | ------------------- | -------- |
| 1    | Bulgarien           |          |
| 2    | Sowjetunion         |          |
| 3    | Spanien             |          |
| 3    | Volksrepublik China |          |

### Gruppe-Mehrkampf mit einem Gerät
| Rang | Nation              | Athletin |
| ---- | ------------------- | -------- |
| 1    | Bulgarien           |          |
| 2    | Sowjetunion         |          |
| 3    | Volksrepublik China |          |

### Gruppe-Mehrkampf mit zwei Geräten
| Rang | Nation              | Athletin |
| ---- | ------------------- | -------- |
| 1    | Bulgarien           |          |
| 2    | Volksrepublik China |          |
| 3    | Spanien             |          |

### Band
| Rang | Nation      | Athletin             |
| ---- | ----------- | -------------------- |
| 1    | Bulgarien   | Bianka Panowa        |
| 1    | Sowjetunion | Tatjana Drutschinina |
| 3    | Bulgarien   | Elizabeth Kolewa     |

### Keulen
| Rang | Nation      | Athletin        |
| ---- | ----------- | --------------- |
| 1    | Bulgarien   | Bianka Panowa   |
| 1    | Sowjetunion | Anna Kotschnewa |
| 3    | Sowjetunion | Maryna Lobatsch |

### Reifen
| Rang | Nation      | Athletin        |
| ---- | ----------- | --------------- |
| 1    | Bulgarien   | Bianka Panowa   |
| 1    | Sowjetunion | Maryna Lobatsch |
| 3    | Sowjetunion | Anna Kotschnewa |

### Seil
| Rang | Nation      | Athletin         |
| ---- | ----------- | ---------------- |
| 1    | Bulgarien   | Bianka Panowa    |
| 1    | Bulgarien   | Adriana Dunawska |
| 3    | Sowjetunion | Anna Kotschnewa  |
| 3    | Sowjetunion | Maryna Lobatsch  |

### Medaillenspiegel
| Rang | Nation              | Gold | Silber | Bronze | Gesamt |
| ---- | ------------------- | ---- | ------ | ------ | ------ |
| 1    | Bulgarien           | 9    | 2      | 1      | 12     |
| 2    | Sowjetunion         | 3    | 2      | 4      | 9      |
| 3    | Volksrepublik China | -    | 1      | 2      | 2      |
| 4    | Spanien             | -    | -      | 2      | 2      |